# Leobardo López
Leobardo López García (ur. 4 września 1983 w Coeneo) – meksykański piłkarz występujący na pozycji środkowego obrońcy, reprezentant Meksyku.

## Kariera klubowa
López urodził się w mieście Coeneo, jednak wychowywał się w pobliskiej miejscowości Cortijo Viejo w stanie Michoacán. Treningi piłkarskie rozpoczynał w tamtejszych amatorskich zespołach (między innymi Atlético Zacapu), zaś profesjonalną grę w piłkę rozpoczął w drugoligowym CF La Piedad – spadkowiczu z najwyższej klasy rozgrywkowej. Tam spędził rok, jako rezerwowy docierając do finału rozgrywek Primera División A w jesiennym sezonie Apertura 2002, po czym odszedł do trzecioligowej ekipy Unión de Curtidores z miasta León. Jego barwy również reprezentował przez rok, po czym otrzymał kolejną szansę sprawdzenia się na drugim szczeblu rozgrywek, przenosząc się do lokalnego rywala Uniónu – znacznie bardziej utytułowanego zespołu Club León. Tam z miejsca został kluczowym graczem defensywy i w wiosennym sezonie Clausura 2005 po raz drugi w karierze doszedł do finału drugiej ligi meksykańskiej. Bezpośrednio po tym został zakupiony przez klub CF Pachuca, lecz pierwsze sześć miesięcy spędził w jego drugoligowej filii – Indios de Ciudad Juárez.
Do pierwszego zespołu Pachuki López został włączony w wieku dwudziestu dwóch lat przez szkoleniowca José Luisa Trejo i w meksykańskiej Primera División zadebiutował 22 stycznia 2006 w wygranym 3:0 spotkaniu z Monterrey. Od razu stworzył czołowy w lidze duet stoperów z Aquivaldo Mosquerą, premierowego gola w pierwszej lidze zdobywając 19 lutego tego samego roku w wygranej 1:0 konfrontacji z Tolucą. Już w swoim debiutanckim sezonie Clausura 2006 wywalczył z Pachucą mistrzostwo Meksyku, a przez kolejne kilka lat był czołowym graczem drużyny prowadzonej przez Enrique Mezę, uznawanej za najlepszą w historii klubu. W 2006 roku zajął z nią drugie miejsce w krajowym superpucharze – Campeón de Campeones, a także triumfował w południowoamerykańskich rozgrywkach Copa Sudamericana. W sezonie Clausura 2007 po raz drugi osiągnął z Pachucą tytuł mistrza Meksyku, a wówczas triumfował także w najbardziej prestiżowych rozgrywkach północnoamerykańskiego kontynentu – Pucharze Mistrzów CONCACAF oraz w SuperLidze
W tym samym 2007 roku López, wciąż mając niepodważalne miejsce na środku obrony, zajął z Pachucą drugie miejsce w superpucharze Ameryki Południowej – Recopa Sudamericana, a także wziął udział w Klubowych Mistrzostwach Świata, które jego ekipa ukończyła ostatecznie na szóstej lokacie. W 2008 roku kolejny raz triumfował w północnoamerykańskim Pucharze Mistrzów, dzięki czemu ponownie wziął udział w Klubowych Mistrzostwach Świata; tym razem ukończył je na czwartym miejscu. W wiosennym sezonie Clausura 2009 zanotował z Pachucą tytuł wicemistrzowski oraz zajął drugie miejsce w rozgrywkach kwalifikacyjnych do Copa Libertadores – InterLidze. W 2010 roku po raz trzeci triumfował z Pachucą, prowadzoną już przez argentyńskiego szkoleniowca Guillermo Rivarolę, w rozgrywkach Ligi Mistrzów CONCACAF. Dzięki temu kilka miesięcy później ponownie wystąpił w Klubowych Mistrzostwach Świata, gdzie wraz z resztą drużyny spisał się jednak gorzej niż przed dwoma laty, zajmując piąte miejsce. W 2011 roku zastąpił Miguela Calero w roli kapitana drużyny, a ogółem w barwach Pachuki spędził siedem lat, odnosząc wiele sukcesów zarówno na arenie krajowej, jak i międzynarodowej.
Wiosną 2013 López za sumę trzech milionów dolarów został zawodnikiem klubu CF Monterrey, a w ramach transakcji ekipę Pachuki zasilił Abraham Darío Carreño. Jeszcze w tym samym roku po raz czwarty w karierze wygrał Ligę Mistrzów CONCACAF, a kilka miesięcy później wziął udział w Klubowych Mistrzostwach Świata, zajmując na nich piąte miejsce. Przez pierwszy rok był podstawowym stoperem Monterrey, lecz później stracił miejsce w składzie na rzecz Victora Ramosa i wobec sporadycznych występów, w lipcu 2014 odszedł do niżej notowanego Tiburones Rojos de Veracruz. Już po upływie pół roku został mianowany kapitanem ekipy (zastąpił w tej roli Oscara Mascorro), zaś w sezonie Clausura 2016 jako filar defensywy zdobył z Veracruz puchar Meksyku – Copa MX.
| Sezon     | Klub                        | Kraj   | Rozgrywki        | Mecze | Bramki |
| --------- | --------------------------- | ------ | ---------------- | ----- | ------ |
| 2002/2003 | CF La Piedad                | Meksyk | Ascenso MX       | 2     | 0      |
| 2003/2004 | Unión de Curtidores         | Meksyk | Segunda División |       |        |
| 2004/2005 | Club León                   | Meksyk | Ascenso MX       | 33    | 5      |
| 2005/2006 | Indios de Ciudad Juárez     | Meksyk | Ascenso MX       | 12    | 1      |
| 2005/2006 | CF Pachuca                  | Meksyk | Liga MX          | 18    | 1      |
| 2006/2007 | CF Pachuca                  | Meksyk | Liga MX          | 37    | 1      |
| 2007/2008 | CF Pachuca                  | Meksyk | Liga MX          | 32    | 4      |
| 2008/2009 | CF Pachuca                  | Meksyk | Liga MX          | 26    | 3      |
| 2009/2010 | CF Pachuca                  | Meksyk | Liga MX          | 26    | 1      |
| 2010/2011 | CF Pachuca                  | Meksyk | Liga MX          | 29    | 2      |
| 2011/2012 | CF Pachuca                  | Meksyk | Liga MX          | 37    | 5      |
| 2012/2013 | CF Pachuca                  | Meksyk | Liga MX          | 16    | 0      |
| 2012/2013 | CF Monterrey                | Meksyk | Liga MX          | 12    | 2      |
| 2013/2014 | CF Monterrey                | Meksyk | Liga MX          | 21    | 0      |
| 2014/2015 | Tiburones Rojos de Veracruz | Meksyk | Liga MX          | 34    | 2      |
| 2015/2016 | Tiburones Rojos de Veracruz | Meksyk | Liga MX          |       |        |

## Kariera reprezentacyjna
W seniorskiej reprezentacji Meksyku López zadebiutował za kadencji tymczasowego selekcjonera Jesúsa Ramíreza, 16 kwietnia 2008 w wygranym 1:0 meczu towarzyskim z Chinami. Premierowego gola w kadrze narodowej strzelił w swoim trzecim występie, 12 listopada 2008 w wygranym 2:1 sparingu z Ekwadorem. Wystąpił w dwóch z szesnastu możliwych spotkań w ramach eliminacji do Mistrzostw Świata 2010, udanych ostatecznie dla Meksykanów, lecz nie znalazł się w kadrze na południowoafrykański mundial. W 2013 roku został powołany przez José Manuela de la Torre do rezerwowego garnituru reprezentacji na Złoty Puchar CONCACAF, podczas którego ani razu nie pojawił się jednak na boisku. Jego drużyna zakończyła natomiast swój udział w tamtej edycji turnieju na półfinale, przegrywając w nim z Panamą (1:2).